# 琳达·法格斯特伦
琳达·法格斯特伦（瑞典語：Linda Fagerström，1977年3月17日—），瑞典女子足球运动员。她曾代表瑞典参加1999年和2003年国际足联女子世界杯。她也曾参加2000年和2004年夏季奥林匹克运动会。